# Helmut Kruse (Archäologe)
Helmut Kruse (* 20. Januar 1908 in Breslau, Provinz Schlesien; † 28. April 1999 in Stuttgart) war ein deutscher Archäologe und Jurist und einer der Mitbegründer des Reallexikons für Antike und Christentum.

## Leben
Zehn prägende Jahre seiner Kindheit verbrachte Helmut Kruse bei einem Bruder seines Vaters in Iowa (USA); 1924 kehrte er nach Breslau zurück und legte dort 1927 am St.-Matthias-Gymnasium das Abitur ab. Sein starkes Interesse an der Spätantike führte ihn in die Vorlesungen des Kirchenhistorikers Franz Joseph Dölger, dem er 1930 an die Universität Bonn folgte, wo er sich in der Philosophischen und der Juristischen Fakultät einschrieb. Den philosophischen Doktorgrad erwarb er 1933 mit einem von Dölger angeregten Thema bei Richard Delbrueck, das erste juristische Staatsexamen folgte im Herbst desselben Jahres.
Da Kruse nicht der NSDAP oder einer ihrer Unterorganisationen beitrat, war ihm der Weg zu einer Habilitation oder einem juristischen Referendariat verschlossen. Er durchlief daher eine Ausbildung zum wissenschaftlichen Bibliothekar an der Deutschen Bücherei in Leipzig.
Dort lernte er den Antiquar und Verleger Anton Hiersemann kennen, dem er den Plan eines Reallexikons für Antike und Christentum vortrug und den er mit Dölger auszuarbeiten begann. Durch Dölger kam Kruse mit Theodor Klauser und Jan Hendrik Waszink in Kontakt; Kruse, Klauser und Waszink sollten die Herausgabe des Werks übernehmen.
In der Folge übernahm hauptsächlich Kruse die Organisation der Vorarbeiten. Eine Assistenzprofessur an der Catholic University of America in Washington, D.C. konnte er wegen des Veto der Gestapo nicht antreten.
1939 musste er zur Sicherung des Unterhalts seiner Familie eine Stellung im Verlag Kohlhammer annehmen, so dass er für die weitere Arbeit am Reallexikon ausfiel. 1940 wurde er zum Kriegsdienst eingezogen und diente als Nachrichtenoffizier im Oberkommando der Kriegsmarine. Seit 1949 war er bis 1978 als Wirtschaftsjurist im Management des Hertie-Konzerns tätig.

## Schriften
- Studien zur offiziellen Geltung des Kaiserbildes im römischen Reiche. (= Studien zur Geschichte und Kultur des Altertums Bd. 19, 3) Schöningh, Paderborn 1934 (Nachdruck Johnson Reprint Company, New York/London 1968).